# Вершинин, Анатолий Сергеевич
Анатолий Сергеевич Вершинин (род. 9 сентября 1951 года; село Верхний Ульхун Кыринского района Читинской области) — советский и российский учёный-селекционер, заслуженный работник сельского хозяйства Российской Федерации (2003), доктор экономических наук (2014), общественный и политический деятель, депутат Законодательного собрания Забайкальского края от «Партии Дела» (c 9.09.2018).

## Биография
Родился 9 сентября 1951 года в селе Верхний Ульхун Кыринского района Читинской области.
С отличием окончил Бурятский сельскохозяйственный институт (специальность — «Зоотехния») (1975). Работал зоотехником-селекционером колхоза «Путь Ильича» в селе Верхний Ульхун Кыринского района Читинской области.
С 1977 по 1982 год — на комсомольской работе: глава Кыринского районного комитета ВЛКСМ. С 1982 по 1991 год — на партийной работе. С 1988 года — первый секретарь Газимуро-Заводского района КПСС. В 1989 году окончил Новосибирскую ВПШ (специальность — «Партийное и советское строительство»).
В 1991—1994 годы — старший научный сотрудник, заместитель председателя научно-производственной системы «Семена» Забайкальского НИИ овцеводства и мясного скотоводства. С 1994 года — генеральный директор ассоциации «Шерсть Забайкалья».
В 1996 году окончил Красноярский государственный аграрный университет (специальность — «Экономика и управление аграрным производством»).
С 1996 года — директор Забайкальского аграрного института — филиала Иркутской государственной сельскохозяйственной академии. С 2011 года — профессор кафедры экономики Забайкальского аграрного института.
В 1999 году защитил диссертацию на соискание учёной степени кандидат экономических наук. Тема — «Организационно-экономические основы развития овцеводства в условиях перехода к рынку: На примере Читинской области».
В 2014 году защитил диссертацию на соискание учёной степени доктора экономических наук. Тема — «Научно-технологические и селекционные аспекты повышения эффективности овцеводства в Забайкальском крае».
Учёное звание — доцент (2001), профессор (2011).
Является автором более 90 научных и учебно-методических публикаций по проблемам развития агропромышленного комплекса Забайкалья. При непосредственном участии А. С. Вершинина выведен высокопродуктивный заводской тип мясо-шёрстных овец Забайкальской тонкорунной породы «аргунский».
Член Совета ректоров города Читы.
В 2008—2013 годах — депутат Законодательного собрания Забайкальского края (I созыв) от Аграрной партии России.
С 2016 года — член Всероссийской политической партии «Партия Дела».
С 9 сентября 2018 года — депутат Законодательного собрания Забайкальского края (III созыв) от Партии Дела.

## Награды
- Заслуженный работник АПК Читинской области
- Почётный работник агропромышленного комплекса Российской Федерации
- Заслуженный работник сельского хозяйства Российской Федерации (2003)[6][7]
- Медаль «За заслуги в проведении Всероссийской сельскохозяйственной переписи 2006 года»
- Медаль Законодательного собрания Забайкальского края «Знак Почёта» (2011)
- Знак отличия «За усердие на благо Забайкальского края» (2011)
- Многочисленные почётные грамоты[5][8]

## Увлечения
- Спортивная охота
- Чтение
- Рыбалка[9]